# Sarduri I.

Urartu (gelb) während der Regierung Sarduris I.

Sarduri I. (Sarduris I., mdSar5-du-ri, mdSar5(RI)-dūri(BÀD)) war ein König Urartus im nordöstlichen  Kleinasien. Er regierte ungefähr von 834 bis 825 v. Chr. Sarduri war der Sohn Lutipris, des zweiten Königs von Urartu. Sarduri verlegte die Hauptstadt des Reiches nach Tušpa, heute Van.
Er führt die Titel:
- Großkönig
- Mächtiger König
- König des Weltreiches
- König von Nairi
- der König ohnesgleichen
- wunderbarer Hirte
- furchtlos in der Schlacht
- König, der die Widerspenstigen unterwirft
- König der Könige
- der, der Tribut von allen Königen entgegennimmt

Ihm folgte sein Sohn Išpuini auf den Thron.

## Inschriften
- Hazine Piri Kapisı
- Sardursburg, (Van Kalesı), Van
- Silbersitula